# Loddipelvärri
Loddipelvärri är en kulle i Finland.   Den ligger i den ekonomiska regionen Norra Lappland och landskapet Lappland, i den norra delen av landet, 1 000 km norr om huvudstaden Helsingfors. Toppen på Loddipelvärri är 300 meter över havet, eller 70 meter över den omgivande terrängen. Bredden vid basen är 12,2 km.
Terrängen runt Loddipelvärri är huvudsakligen platt.  Trakten runt Loddipelvärri är nära nog obefolkad, med mindre än två invånare per kvadratkilometer.